# Beck – Monstret
Beck – Monstret är en svensk TV-film från 1998. Detta är den sjätte filmen i den första omgången med Peter Haber och Mikael Persbrandt i huvudrollerna.

## Handling
En polisstation i Stockholm blir bombhotad och vid en undersökning av stationen hittas en resväska där bomben kan vara gömd. Man bestämmer sig för att skjuta sönder bomben. När man sedan undersöker portföljen, visar det sig att det låg ett spädbarn i portföljen. Chockad av grymheten försöker polisen tysta händelsen, men snart ser förövaren till att media per e-post får reda på vad som har hänt.

## Rollista
- Peter Haber – Martin Beck
- Mikael Persbrandt – Gunvald Larsson
- Stina Rautelin – Lena Klingström
- Per Morberg – Joakim Wersén
- Ingvar Hirdwall – grannen
- Rebecka Hemse – Inger
- Fredrik Ultvedt – Jens Loftegård
- Ola Sanderfelt – Bombexpert
- Peter Hüttner – Oljelund
- Björn Gedda – Sture Andersson
- Magnus Roosmann – Gert Ahlgren
- Mia Benson – åklagare Lindgren
- Hans Jonsson – Ove Lundin
- Anna Lindholm – Anita
- Gunilla Abrahamsson – Anitas mamma
- Sten Ljunggren – Anitas pappa
- Lars Hansson – Föreståndare på Blå Hjorten
- Steve Kratz – polis
- Barbro Oborg – Marianne Andersson
- Johan Hedenberg – limouisinmannen
- Malvina Almquist – Anitas barn
- Peter Luckhaus – alkoholist
- Viktor Friberg – Konduktör Nils Bertling